# William Torrey Harris
William Torrey Harris, född 10 september 1835 i Connecticut, död 5 november 1909, var en amerikansk filosof och pedagog.
Harris utgav den första mera betydande filosofiska facktidskiften i USA och införde Hegels filosofi i sitt land. Harris utgav flera pedagogiska arbeten och grundade USA:s första Kindergarten.